# Edwin Willis
Edwin O’Neill Willis (Russellville, 1935 — Rio Claro, 11 de abril de 2015) foi um ornitólogo norte-americano, professor de zoologia na Universidade Estadual Paulista em Rio Claro.
Willis pesquisou aves nos Estados Unidos, Panamá, Colômbia, Peru, na Amazônia e em todo o Brasil. Ele foi um dos mais destacados cientistas da ornitologia brasileira.

## Biografia
Willis se graduou em biologia no Instituto Politécnico da Virgínia em 1956 e em 1958 concluiu mestrado em zoologia na Universidade do Estado da Louisiana. Em 1964 concluiu o doutorado em zoologia na Universidade da Califórnia de Berkeley. Depois ele fez pós-doutorado no Museu Americano de História Natural, em 1966.
Passou a residir no Brasil, onde lecionou na Unicamp e casou-se com a também ornitóloga Yoshika Oniki. Eles publicaram em 2003 o livro Aves do estado de São Paulo, em que descrevem todas as espécies de aves do estado de São Paulo e apresentam pranchas coloridas de cada ave, feitas por Tomas Sigrist. Também com Oniki, Willis publicou o livro Bibliography of Brazilian Birds: 1500-2002, em que relacionam todas as obras sobre aves do Brasil publicadas ao longo de cinco séculos.
Willis era professor titular da Universidade Estadual Paulista Júlio de Mesquita Filho e se aposentou em 2005. Ele foi um grande especialista em zoologia, especialmente comportamento animal. Ele publicou inúmeros trabalhos sob espécies de Thamnophilidae, Dendrocolaptidae e a ecologia das aves que seguem formigas-de-correição. Sua extensa obra expandiu o conhecimento científico sobre a ecologia de inúmeras aves dos neotrópicos.

## Homenagens
Willisornis é um gênero de ave que homenageia Willis pelas suas contribuições ao conhecimento da família Thamnophilidae.

## Publicações selecionadas
- Willis, Edwin (1949). «Fall field trip to St. Francis Sanctuary». Maryland Birdlife. 5 (5): 66
- Willis, Edwin O. (1960). «A study of the foraging behavior of two species of ant-tanagers» (PDF). Auk. 77 (2): 150–170. JSTOR 4082348. doi:10.2307/4082348
- Willis, Edwin O. (1967). The Behavior of Bicolored Antbirds. Col: University of California Publications in Zoology, Number 79. Berkeley, CA, USA: University of California Press
- Willis, Edwin O. (1968). «Studies of the behavior of lunulated and Salvin's antbirds» (PDF). Condor. 70 (2): 128–148. JSTOR 1365956. doi:10.2307/1365956
- Willis, Edwin O. (1968). «Taxonomy and behavior of pale-faced antbirds» (PDF). Auk. 85 (2): 253–264. JSTOR 4083585. doi:10.2307/4083585
- Willis, Edwin O. (1969). «On the behavior of five species of Rhegmatorhina, ant-following antbirds of the Amazon basin» (PDF). Wilson Bulletin. 81: 362–395
- Willis, Edwin O. (1972). The Behavior of Spotted Antbirds (PDF). Col: Onithological Monographs 10. Lawrence, Kansas: American Ornithologists' Union
- Willis, Edwin O.; Oniki, Yoshika (1972). «Ecology and nesting behavior of the chestnut-backed antbird (Myrmeciza exsul)» (PDF). Condor. 74 (1): 87–98. JSTOR 1366453. doi:10.2307/1366453
- Willis, Edwin O. (1972). «Breeding of the white-plumed antbird (Pithys albifrons)» (PDF). Auk. 89 (1): 192–193. JSTOR 4084077. doi:10.2307/4084077
- Willis, Edwin O. (1973). The Behavior of Ocellated Antbirds. Col: Smithsonian Contributions to Zoology, Number 144. Washington: Smithsonian Institution Press. hdl:10088/5255
- Willis, Edwin O.; Oniki, Y. (1978). «Birds and army ants». Annual Review of Ecology and Systematics. 9: 243–263. JSTOR 2096750. doi:10.1146/annurev.es.09.110178.001331
- Willis, Edwin O. (1981). «Diversity in adversity: the behaviour of two subordinate antbirds». Arquivos de Zoologia. 30 (3): 159–234. doi:10.11606/issn.2176-7793.v30i3p159-234
- Willis, Edwin O. (1982). «The behavior of black-banded woodcreepers (Dendrocolaptes picumnus)» (PDF). Condor. 84 (3): 272–285. JSTOR 1367369. doi:10.2307/1367369
- Willis, Edwin O. (1982). «The behavior of scale-backed antbirds» (PDF). Wilson Bulletin. 94 (4): 447–462
- Willis, Edwin O. (1984). «Phlegopsis erythroptera (Gould, 1855) and relatives (Aves, Formicariidae) as army ant followers» (PDF). Revista Brasileira de Ornitologia. 2 (3): 165–170. doi:10.1590/s0101-81751983000300008
- Willis, Edwin O. (1984). «Myrmotherula antwrens (Aves, Formicariidae) as army ant followers» (PDF). Revista Brasileira de Zoologia. 2 (3): 153–158. doi:10.1590/s0101-81751983000300006
- Willis, Edwin O. (1984). «Hypophylax, Hypocnemoides and Myrmoderus (Aves, Formicariidae) as army ant followers» (PDF). Revista Brasileira de Zoologia. 2 (3): 159–164. doi:10.1590/s0101-81751983000300007
- Willis, Edwin O. (1984). «Phlegopsis erythroptera (Gould, 1855) and relatives (Aves, Formicariidae) as army ant followers» (PDF). Revista Brasileira de Zoologia. 2 (3): 165–170. doi:10.1590/s0101-81751983000300008
- Willis, Edwin O. (1985). «Cercomacra and related antbirds (Aves, Formicariidae) as army ant followers» (PDF). Revista Brasileira de Zoologia. 2 (7): 427–432. doi:10.1590/s0101-81751984000300003
- Willis, Edwin O. (1985). «Myrmeciza and related antbirds (Aves, Formicariidae) as army ant followers» (PDF). Revista Brasileira de Zoologia. 2 (7): 433–442. doi:10.1590/s0101-81751984000300004
- Willis, Edwin O. (1985). «Antthrushes, antpittas, and gnateaters (Aves, Formicariidae) as army ant followers» (PDF). Revista Brasileira de Zoologia. 2 (7): 443–448
- Oniki, Yoshika; Willis, Edwin O. (2002). Bibliography of Brazilian Birds: 1500-2002. Rio Claro, Brazil: Divisa Editora. ISBN 978-85-902676-1-4
- Willis, Edwin O.; Oniki, Yoshika (2003). Aves do Estado de São Paulo. Rio Claro, Brazil: Divisa. ISBN 978-85-902676-2-1